# Troubled Island

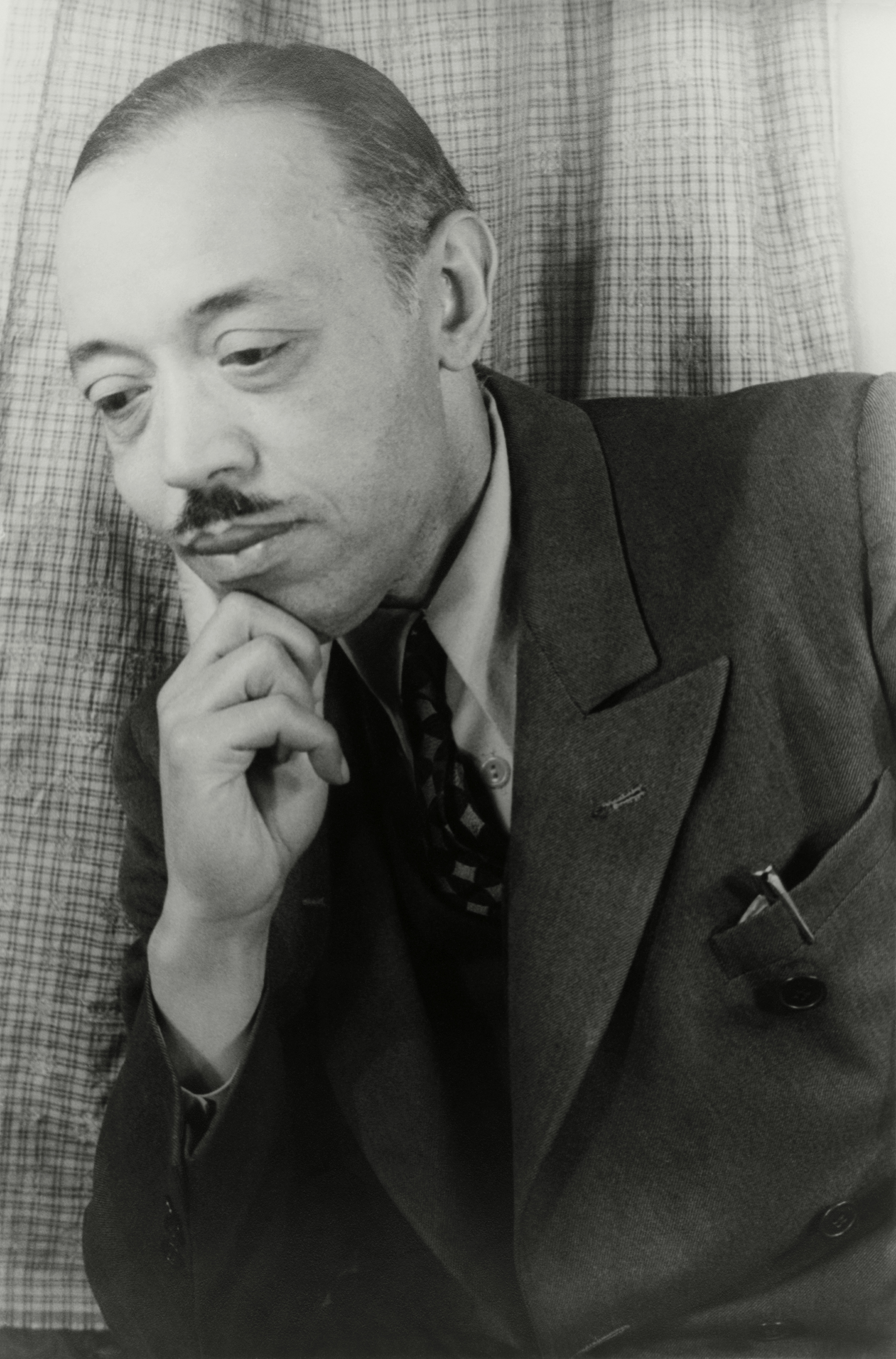
William Grant Still fotograferad 1949 av Carl Van Vechten

Troubled Island är en opera i tre akter från 1949 med musik av den amerikanske kompositören William Grant Still och libretto påbörjat av poeten Langston Hughes och avslutat av Verna Arvey. Hon gifte sig med kompositören under samarbetet.
Operans handling utspelas på Haiti 1791 och porträtterar Jean-Jacques Dessalines (1758–1806) och hans korrupta ledarskap under den Haitiska revolutionen. Han utnämnde sig själv till kejsare över det oberoende Haiti men mördades av motståndare. Operan hade premiär på New York City Opera den 31 mars 1949 och var den första grand opera komponerad av en afroamerikan att uppföras av ett större operasällskap.

## Komponerande och uppsättningshistorik
Still och Hughes började arbeta på Troubled Island 1936, men Hughes lämnade projektet följande år för att rapportera om Spanska inbördeskriget för Baltimore Afro-American. Pianisten och författarinan Arvey hade aldrig skrivit ett libretto tidigare men fullbordade projektet under Hughes bortavaro.
Troubled Island var klar 1939 men Still fick problem att sätta upp den. Planerade premiärer 1945 och 1948 på New York City Opera skrinlades till en början, men slutligen fick operan sin världspremiär där den 31 mars 1949. Det var första gången som ett verk av en afroamerikansk kompositör framfördes av ett större amerikanskt operahus.
Trots att de ledande huvudkaraktärerna Dessalines och hans hustru Azelia byggde på svarta haitier rollsatte operahuset stjärnorna Robert Weede and Marie Powers, som båda var sminkade i Blackface vid premiären 1949. Den afroamerikanske basbarytonen Lawrence Winters tog över rollen som Dessalines från Weede i den andra föreställningen och fortsatte sjunga rollen för återstoden av uppsättningen.
Premiärföreställningen hälsades med 22 ridåfall. Kritiska recensioner av verket spände från blandade till negativa. Time Magazine skrev: "Kompositören Stills musik, ibland ljuvligt tonsatt, ibland naivt melodisk, var ofta mer vacker än kraftfull. Troubled Island hade mer av operettens sufflé än operan märgben." John Briggs på New York Post ansåg: "man var aldrig säker på om man hörde en förstklassig föreställning av ett sämre verk eller en andraklassens föreställning av ett bra verk", medan Miles Kastendieck, som skrev för både New York Journal-American och Christian Science Monitor, sade om Stills musik: "resultatet är en blandning av stilar visande på talang och en känsla för opera, men åstadkommer föga mer än en antydan av det."
Många år senare sade Still och Averys dotter Judith Still att New York-kritikerna avsiktligen sablade ner Troubled Island på grund av rasism: "Howard Taubman (en kritiker och vän till Still) kom till min far och sa, 'Billy, som din vän borde jag säga dig att kritikerna har haft ett möte och bestämt vad göra med operan. De anser att den färgade pojken har gått för långt och de har beslutat att slakta din opera.' Och så blev det. På den tiden hade kritikerna den makten."
Efter premiären iscensatte New York City Opera två ytterligare föreställningar den 1 april och 1 maj 1949. Därefter har operahuset aldrig mer spelat operan; men ett utdrag ur operan framfördes konsertant av New York City Opera vid 60-årsjubiléet i mars 2009 på Schomburg Center for Research in Black Culture. Operan har sällan framförts förutom dessa två uppsättningar, men i oktober 2013 framförde South Shore Opera Company of Chicago operan i sin helhet med svarta sångare, svart kör och en svart dirigent. Föreställningen avhölls på South Shore Cultural Center.

## Personer
| Roller | Röststämma    | Premiärbesättning 31 mars 1949 (Dirigent: Laszlo Halasz) |
| --- | ------------- | -------------------------------------------------------- |
| Dessalines, Revolutionsgeneral                                                                                    | baryton       | Robert Weede                                             |
| Azelia, Dessalines hustru                                                                                         | kontraalt     | Marie Powers                                             |
| Celeste, en slavmamma                                                                                             | mezzosopran   | Muriel O'Malley                                          |
| Popo, en slav | tenor         | Nathaniel Sprinzena                                      |
| Vuval, en mulatt                                                                                                  | tenor         | Richard Charles                                          |
| Stenio, Vuvals kusin                                                                                              | barytone      | Arthur Newman                                            |
| Martel, en gammal man                                                                                             | bas           | Oscar Natzka                                             |
| Mamaloi, Voodooprästinna                                                                                          | sopran        | Ruth Stewart                                             |
| Claire, Mulattkejsarinnan                                                                                         | sopran        | Helena Bliss                                             |
| Kammarherren | baryton       | Edwin Dunning                                            |
| Hovmarskalken | bas           | Richard Wentworth                                        |
| Budbäraren | tenor         | William Stanz                                            |
| Fiskaren | baryton       | Edwin Dunning                                            |
| Mangoförsäljaren                                                                                                  | mezzosopran   | Frances Bible                                            |
| Melonförsäljerskan                                                                                                | sopran        | Mary LeSawyer                                            |
| Härolden | tenor         |                                                          |
| Tjänare 1 | sopran        | Dorothy MacNeil                                          |
| Tjänare 2 | mezzosopran   | Frances Bible                                            |
| Tjänare 3 | kontraalt     | Rosalind Nadell                                          |
| Ragamuffin boys                                                                                                   | stumma roller |                                                          |
| Slavar, Voodoodeltagare, tjänare, gäster, hovfolk, marknadsdamer, fiskare, bönder, soldater, dansare, trumslagare | operakör      | New York City Opera Chorus                               |